# Nipa-hut

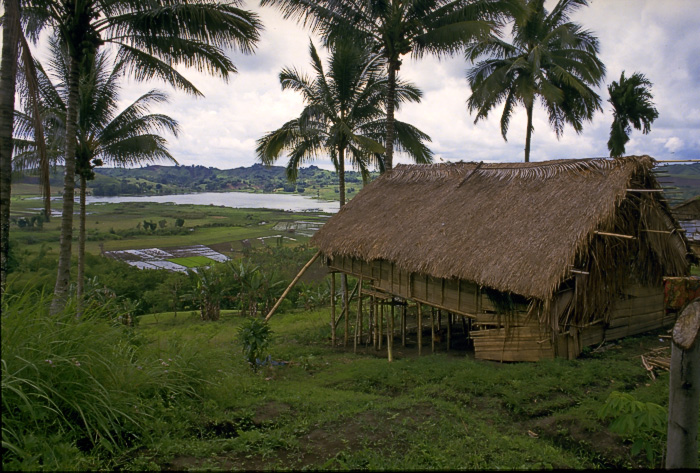
Een Nipa-hut in het zuiden van de Filipijnen

Een nipa-hut (bahay kubo) is het nationale huis-type van de Filipijnen. Het dak wordt gemaakt van de palmsoort Nypa fruticans. De materialen die gebruikt worden voor de rest zijn bamboe en palm. Een nipa-hut is door de manier van bouwen vrij luchtig, maar wel erg geschikt voor bescherming tegen normale hoeveelheden regen en wind. Het nadeel is echter dat ze in een storm vrij makkelijk beschadigd raken. Een voordeel daarbij is echter wel dat ze weer makkelijk en relatief goedkoop op te bouwen zijn.
De nipa-hut wordt vanwege sfeer- en kostenoverwegingen in de Filipijnen ook veel gebruikt in vakantie resorts. 